# Пиньоне
Пиньо̀не (на италиански: Pignone, на местен диалект Pignün, Пинюн) е село и община в северозападна Италия, провинция Специя, регион Лигурия. Разположено е на 189 m надморска височина. Населението на общината е 597 души (към 2011 г.).